# Jerry Vasconcells
O Capitão Jerry Cox Vasconcells (3 de dezembro de 1892, em Lyons, Kansas — 17 de abril de 1950, em Denver, Colorado) foi um aviador americano de origem portuguesa, herói da aviação estadunidense na Primeira Guerra Mundial, sendo creditado com seis vitórias em combates aéreos. O seu nome é homenageado na Colorado Aviation Hall of Fame, onde foi introduzido na primeira cerimónia, em 1969.

## Biografia

### Primeiros anos
Jerry Vasconcells frequentou a East High School, em Denver, Colorado, o Dartmouth College e formou-se na Faculdade de Direito da Universidade de Denver.

### Serviço militar
Vasconcells ingressou no Corpo Aéreo do Exército dos Estados Unidos no início da Primeira Guerra Mundial, tendo sido enviado para a França em 1917 para voar em combate. Enquanto pilotava o biplano SPAD em combate, foi abatido, mas com habilidade conseguiu aterrar na "terra de ninguém" e foi resgatado por soldados aliados. Tornou-se um "ás da aviação" com uma pontuação de seis aviões e dois balões. Recebeu a Croix de Guerre francesa e outras honras dos governos francês e americano.
Vasconcells foi comandante de voo do 27th Aero Squadron do 1st Pursuit Group, Forças Expedicionárias Americanas (AEF) em 1918, e ao final da guerra estava no comando do 185th Aero Squadron, o primeiro esquadrão de perseguição noturna da AEF.
Jerry Vasconcells foi o único Ás do Colorado na guerra.
A carreira militar de Vasconcells incluiu associações com outros aviadores de renome, incluindo o Capitão Eddie Rickenbacker, o General Billy Mitchell e Frank Luke. Em 1919, obteve a classificação de Aviador Militar e foi promovido a major. Ao regressar aos Estados Unidos, teve vários problemas de saúde relacionados com a sua atividade militar.

### Negócios comerciais
Ele e o presidente da câmara Benjamin F. Stapleton estabeleceram o Campo de Aviação Municipal de Denver com serviço de voos comerciais regulares. Durante a sua carreira na aviação comercial em Denver, serviu por dois mandatos como presidente da Comissão de Aeronáutica do Colorado e ajudou a organizar o primeiro Encontro Aéreo do Colorado em 1921. Jerry ajudou a criar e organizar a Associação dos Quiet Birdmen.
Faleceu na sua casa em Denver em 1950.